# آشپزی لبنانی

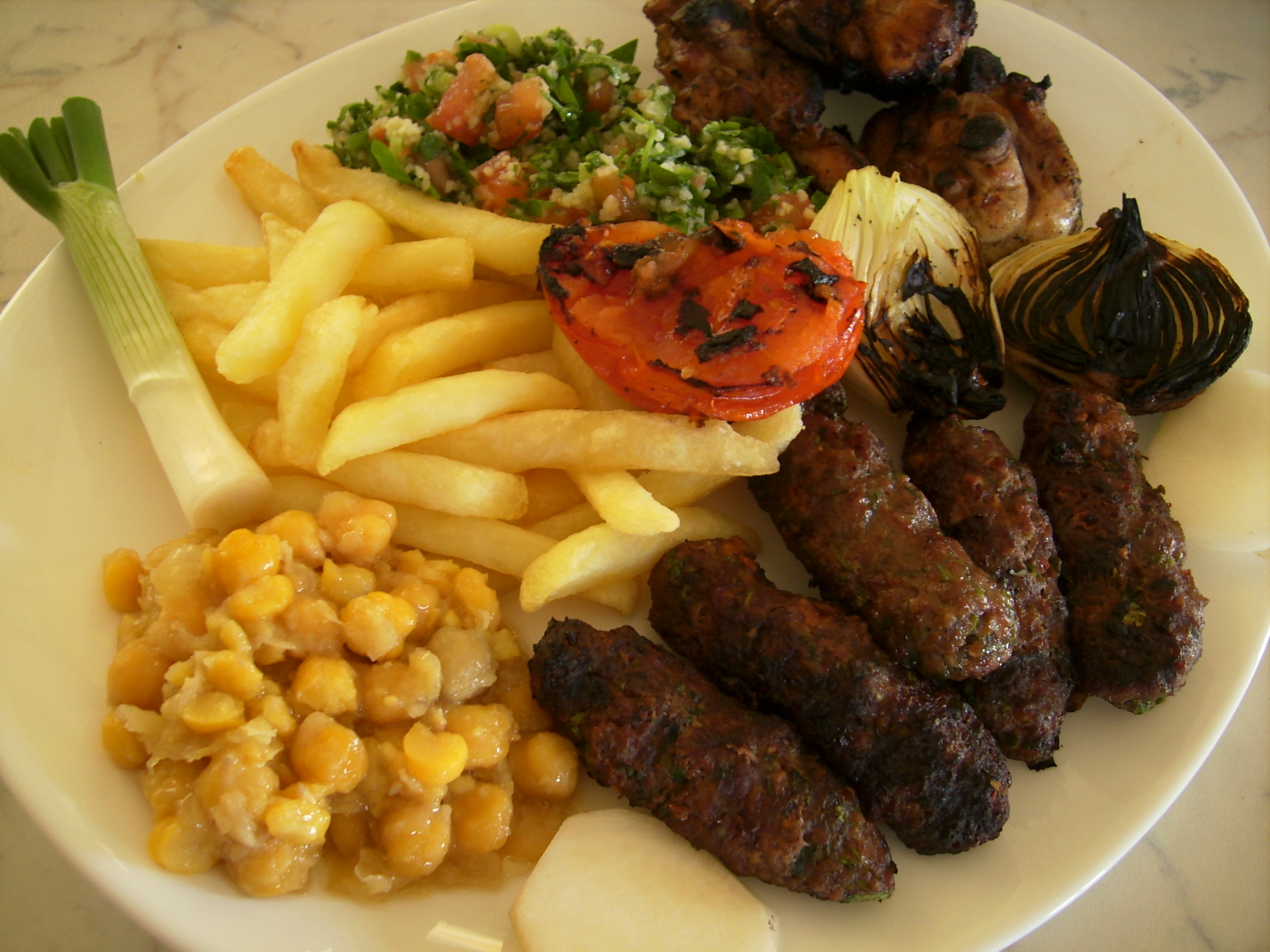
مجموعه‌ای از غذاهای لبنانی

آشپزی لبنانی (انگلیسی: Lebanese cuisine) سبکی از آشپزی شامی است که غلات کامل، میوه، سبزیجات، نشاسته، ماهی تازه و غذاهای دریایی به وفور در آن یافت می‌شود، چربی حیوانی نیز به ندرت در این آشپزی مورد استفاده قرار می‌گیرد. میزان مصرف ماکیان بیشتر از گوشت قرمز بوده و گوشت استفاده شده نیز، در مناطق ساحلی بره و در مناطق کوهستانی، بیشتر گوشت بز است. همچنین مقادیر زیادی سیر و روغن زیتون که اغلب با آب لیموترش مزه‌دار شده، در آشپزی لبنانی مورد استفاده قرار می‌گیرد. نخود و جعفری نیز از اقلام اصلی غذاهای لبنانی هستند.